# Mortero Stokes
El Stokes era un mortero de trinchera británico inventado por Sir Wilfred Stokes KBE, que fue suministrado al Ejército británico y al de la Mancomunidad de Naciones durante la segunda mitad de la Primera Guerra Mundial.

## Historia
Frederick Wilfred Scott Stokes, que posteriormente se convirtió en Sir Wilfred Stokes KBE, diseñó el mortero Stokes en enero de 1915. El ejército británico trataba de desarrollar un arma que fuese rival del mortero Minenwerfer, que el Ejército alemán estaba utilizando en el Frente Occidental.
El mortero no era en ningún sentido un arma nueva, ya que había sido usado desde la época napoleónica. De hecho, mientras que los británicos y franceses trabajaban en el desarrollo de nuevos morteros, recurrían al empleo de antiguos morteros de hasta un siglo de antigüedad en combate.
El diseño del Stokes fue inicialmente rechazado en junio de 1915, ya que era incapaz de utilizar la munición de mortero de los lotes que el ejército británico poseía. Fue necesaria la intervención de David Lloyd George (Ministro de Municiones en ese momento) y el teniente coronel J. C. Matheson del Departamento de Abastecimiento para la Guerra de Trincheras (que informó a Lloyd George del nuevo mortero) para conseguir que se apruebe la fabricación del mortero Stokes.
Así como fue nombrado Sir (Caballero) por haber inventado el mortero, Stokes recibió varias recompensas monetarias del Ministerio de Municiones por su invento, inclusive regalías de 1 £ por cada proyectil de mortero Stokes producido.
Después de la Primera Guerra Mundial se desarrolló una versión modificada del Stokes que disparaba un moderno proyectil aerodinámico estabilizado por aletas con carga propulsora que le otorgaba un mayor alcance, pero de hecho era una nueva arma.
El mortero Stokes estuvo en servicio hasta 1936, cuando fue remplazado por el ML de 3 pulgadas, aunque algunos Stokes quedaron en servicio en el ejército de Nueva Zelanda hasta después de la Segunda Guerra Mundial.
Los franceses desarrollaron una versión mejorada del mortero Stokes llamada Brandt Mle 27, que posteriormente fue refinada en el Brandt Mle 31; este diseño fue ampliamene copiado con y sin licencia. A pesar de su producción nacional, de los 8.000 morteros de 81 mm que estaban en servicio con el Ejército francés en 1939, 2.000 eran Stokes Mk. I comprados al Reino Unido.
Entre 1923 y 1926, Polonia compró unos 700 morteros Stokes. En 1928, se produjo una copia polaca sin licencia llamada Avia wz.28, cuya producción fue cancelada en 1931 por la presión de la compañía francesa Brandt, que poseía la patente de su munición. Entonces los polacos compraron la licencia y en 1935 produjeron el mortero wz.31 (Moździerz piechoty 81 mm wz. 31); 1.050 unidades fueron producidas en Pruszków. Hacia 1939, el Ejército polaco estaba equipado con unos 1.200 morteros Stokes-Brandt, la mayoría de estos eran el nuevo modelo de 1931. Cada batallón de infantería estaría equipado con cuatro morteros, pero no había la cantidad necesaria para cumplir esta disposición. La versión mejorada de 1931 fue empleada por el Ejército polaco en 1939, durante la Batalla de Westerplatte y otras.

## Características
El mortero Stokes era un arma simple, consistente en un tubo de metal de ánima lisa, fijado a una base metálica para absorber el retroceso y con un bípode ligero. Cuando se introducía un proyectil en el tubo, un fulminante en la base de este chocaba contra el percutor situado en la base del mismo, detonando la carga propulsora del proyectil y lanzándolo hacia el objetivo.
El proyectil de hierro fundido tenía un diámetro de 76,2 mm (3 pulgadas), mientras que las cubiertas de ambos extremos del proyectil tenían un diámetro de 81 mm. Al frente llevaba una espoleta de granada modificada, con un tubo perforado que contenía la carga propulsora y un fulminante detrás.
El alcance era determinado por la cantidad de carga propulsora empleada y el ángulo del cañón. Un cartucho propulsor básico era empleado para todos los proyectiles, obteniendo alcances cortos. Se empleaban hasta cuatro "anillos" propulsores adicionales para obtener alcances cada vez mayores (véase las tablas de alcances de abajo). Los cuatro anillos eran suministrados con el cartucho y los artilleros desechaban los anillos que no necesitaban.
El mortero Stokes podía disparar hasta 25 proyectiles por minuto y tenía un alcance máximo de 731 m (800 yardas) en la Primera Guerra Mundial disparando el proyectil cilíndrico inestabilizado original.
Un problema potencial era el retroceso, que era "excepcionalmente severo, porque el cañón tiene apenas unas 3 veces el peso del proyectil en lugar de unas 100 veces su peso como en la artillería. Si las patas del bípode no están adecuadamente instaladas, pueden causar daños".

## Historial de combate
El Imperio británico utilizó 1.636 unidades del mortero Stokes en el Frente Occidental hasta el Armisticio.
Una versión de 101,6 mm (4 pulgadas) fue empleada para disparar proyectiles fumígenos, tóxicos e incendiarios (Thermita). Pero esta debe considerarse como un arma distinta de la versión de 81,2 mm (3 pulgadas) descrita en este artículo.
Este mortero también fue utilizado en las guerras bananeras, ayudando a las tropas estadounidenses a derrotar a los rebeldes sandinistas durante la Segunda batalla de Las Cruces en Nicaragua el 1 de enero de 1928.
El Ejército Paraguayo utilizó ampliamente el mortero Stokes durante la guerra del Chaco, especialmente como un arma de asedio en la Batalla de Boquerón en setiembre de 1932.
Los morteros Stokes también fueron ampliamente utilizados por el Ejército Popular de la República durante la guerra civil española. En setiembre de 1936, llegaron a España 44.000 proyectiles de mortero Stokes.

## Tabla de alcances
Tabla de alcances para el Mortero Stokes de 3 pulgadas (provisional), impresa en setiembre de 1917.

Cartucho : 95 granos de balistita, reforzado con cargas : 5 granos de algodón pólvora

Anillos : 110 granos, hojuelas de cordita de 0,3 mm

Proyectil : 4,84 kg (10 libras 11 oz)
|         | Cartucho solo   | Cartucho solo | 1 Anillo        | 1 Anillo | 2 Anillos       | 2 Anillos | 3 Anillos       | 3 Anillos | 4 Anillos       | 4 Anillos |
| Alcance | Tiempo de vuelo | Alcance       | Tiempo de vuelo | Alcance  | Tiempo de vuelo | Alcance   | Tiempo de vuelo | Alcance   | Tiempo de vuelo |           |
| grados  | metros (yardas) | segundos      | metros (yardas) | segundos | metros (yardas) | segundos  | metros (yardas) | segundos  | metros (yardas) | segundos  |
| 45      | 219,45 (240)    | 7,1           | 384 (420)       | 9,6      | 502,92 (550)    | 11,6      | 603,50 (660)    | 13,2      | 731,52 (800)    | 15        |
| 50      | 213 (233)       | 7,6           | 375,81 (411)    | 10,4     | 491,94 (538)    | 12,5      | 593,44 (649)    | 14,3      | 713,23 (780)    | 16,2      |
| 52      | 208,48 (228)    | 7,8           | 369,41 (404)    | 10,7     | 484,63 (530)    | 12,9      | 584,30 (639)    | 14,7      | 701,34 (767)    | 16,6      |
| 54      | 203 (222)       | 8             | 361,18 (395)    | 10,9     | 473,65 (518)    | 13,2      | 572,41 (626)    | 15,1      | 683,97 (748)    | 17        |
| 56      | 196,59 (215)    | 8,2           | 351,12 (384)    | 11,2     | 459,94 (503)    | 13,5      | 555,92 (608)    | 15,4      | 663,85 (726)    | 17,4      |
| 58      | 189,28 (207)    | 8,4           | 339,24 (371)    | 11,4     | 444,93 (486)    | 13,8      | 538,58 (589)    | 15,8      | 641 (701)       | 17,8      |
| 60      | 180,13 (197)    | 8,5           | 326,44 (357)    | 11,7     | 427 (467)       | 14,1      | 518,46 (567)    | 16,1      | 614,47 (672)    | 18,2      |
| 61      | 176,47 (193)    | 8,6           | 319,12 (349)    | 11,8     | 417,88 (457)    | 14,3      | 506,57 (554)    | 16,3      | 599,84 (656)    | 18,4      |
| 62      | 171 (187)       | 8,7           | 310,89 (340)    | 11,9     | 406,90 (445)    | 14,4      | 495,60 (542)    | 16,4      | 585,21 (640)    | 18,5      |
| 63      | 166,42 (182)    | 8,8           | 303,58 (332)    | 12       | 396,84 (434)    | 14,5      | 482,80 (528)    | 16,6      | 596,67 (623)    | 18,7      |
| 64      | 160,93 (176)    | 8,8           | 295,35 (323)    | 12,1     | 385,87 (422)    | 14,6      | 470 (514)       | 16,7      | 553,21 (605)    | 18,8      |
| 65      | 155,44 (170)    | 8,9           | 286,20 (313)    | 12,2     | 374 (409)       | 14,8      | 426,28 (499)    | 16,9      | 535,83 (586)    | 19        |
| 66      | 149,96 (164)    | 9             | 277 (303)       | 12,3     | 362,12 (396)    | 14,9      | 441,65 (483)    | 17        | 518,46 (567)    | 19,1      |
| 67      | 144,47 (158)    | 9             | 267 (292)       | 12,4     | 350,21 (383)    | 15        | 427,93 (468)    | 17,1      | 500,17 (547)    | 19,2      |
| 68      | 139 (152)       | 9,1           | 257 (281)       | 12,5     | 337,41 (369)    | 15,1      | 412,39 (451)    | 17,2      | 481 (526)       | 19,4      |
| 69      | 132,58 (145)    | 9,2           | 246,88 (270)    | 12,5     | 323,69 (354)    | 15,2      | 396,84 (434)    | 17,4      | 461,77 (505)    | 19,5      |
| 70      | 126,18 (138)    | 9,2           | 236,82 (259)    | 12,6     | 310 (339)       | 15,3      | 380,39 (416)    | 17,5      | 441,65 (483)    | 19,6      |
| 71      | 119,78 (131)    | 9,2           | 225,85 (247)    | 12,7     | 296,26 (324)    | 15,4      | 364 (398)       | 17,6      | 420,62 (460)    | 19,7      |
| 72      | 113,38 (124)    | 9,3           | 214,88 (235)    | 12,8     | 281,63 (308)    | 15,5      | 346,55 (379)    | 17,7      | 399,59 (437)    | 19,8      |
| 73      | 107 (117)       | 9,3           | 204 (223)       | 12,9     | 267 (292)       | 15,5      | 329,18 (360)    | 17,8      | 377,64 (413)    | 19,9      |
| 74      | 99,66 (109)     | 9,4           | 192 (210)       | 12,9     | 251,46 (275)    | 15,6      | 310,89 (340)    | 17,9      | 355,70 (389)    | 20        |
| 75      | 93,26 (102)     | 9,4           | 180,13 (197)    | 13       | 236,82 (259)    | 15,7      | 292,60 (320)    | 18        | 332,84 (364)    | 20,1      |

## Usuarios
- Reino Unido
- España
- Estados Unidos
- Paraguay[1][2]
- Polonia
- Portugal

## Imágenes

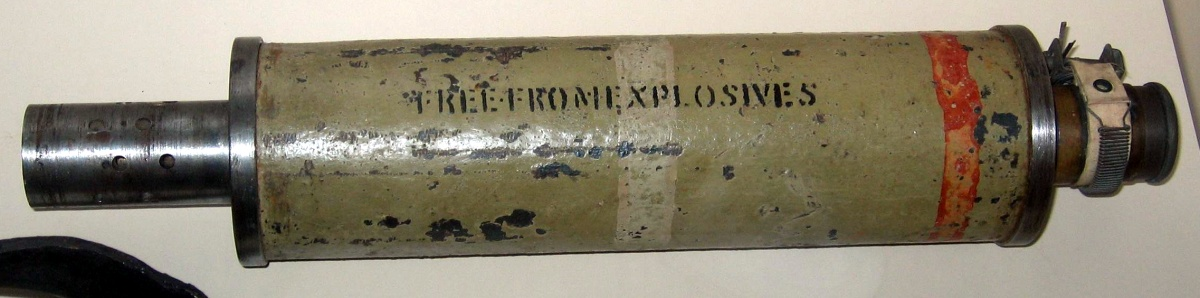
Proyectil de alto poder explosivo.
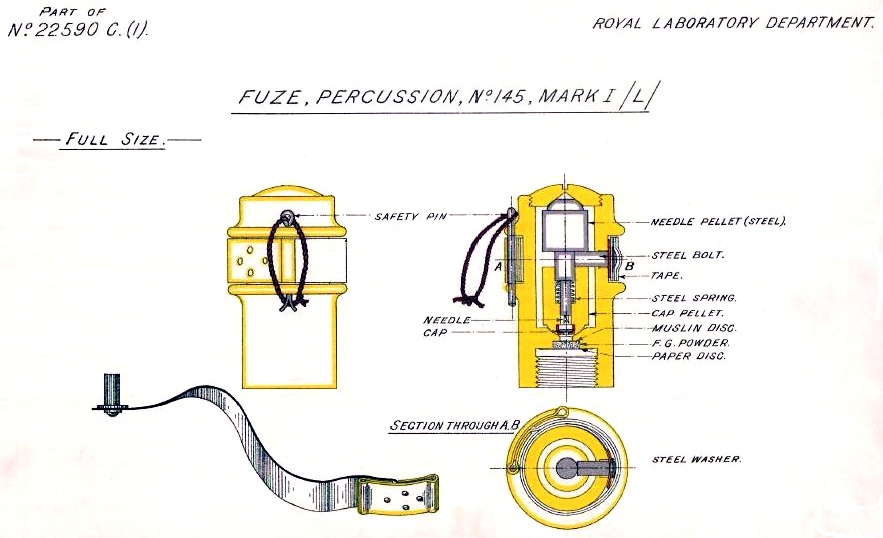
Espoleta de percusión No. 145.
Soldados de la Real Infantería Ligera de Yorkshire ensamblando proyectiles de mortero Stokes cerca de Wieltjie, 1 de octubre de 1917.
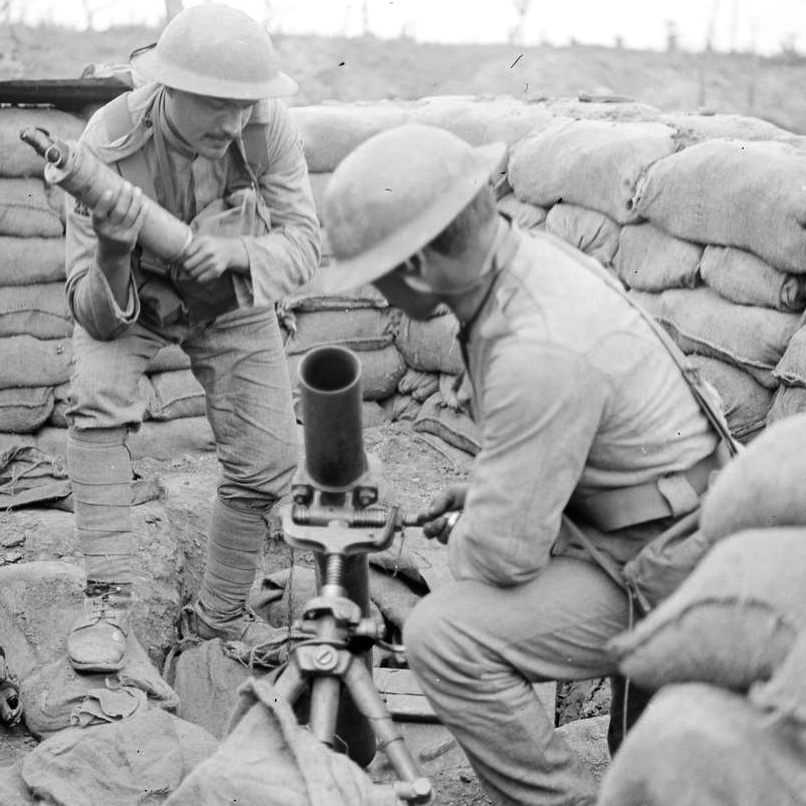
Soldados portugueses cargando un mortero Stokes en el Frente Occidental.